# آنتونی کمپ
آنتونی کمپ (زاده ۳ نوامبر ۱۹۵۴) هنرپیشه اهل بریتانیا و مجاری‌الاصل است. وی در سن چهارده سالگی با بازی در فیلم پسران خیابان پال در نقش نمچک ارنو به شهرت رسید.آنتونی کمپ یک همجنسگرا است.

## فیلمشناسی

### فیلمهای سینمایی
- پسران خیابان پال ۱۹۶۸
- الیور (۱۹۶۸)
- Cry Wolf
- لولا ۱۹۷۰
- کرامول ۱۹۷۰
- شیردل ۱۹۷۰[۲]

### نمایش‌های تلویزیونی
- تئاتر ۶۲۵ (۱۹۶۷)
- سر آرتور کانن دویل (۱۹۶۷)
- The World of Wooster
- The Wednesday Play
- نمایش دیکی هندرسون (۱۹۶۸)
- ذهن آقای جی.جی.ریدر (۱۹۶۹)
- ITV Playhouse